# Farbenfabrik Wolfen
Die Farbenfabrik Wolfen wurde von der Agfa 1896 unter maßgeblicher Initiative von Franz Oppenheim auf der Flur des Ortes Greppin in Betrieb genommen, da eine Erweiterung des Betriebs in Berlin aus verschiedenen Gründen nicht möglich war. Ein Produktionsschwerpunkt war die Herstellung von Azo-Farbstoffen.

## Geschichte
Die Farbenfabrik Wolfen wurde als Teil der Agfa seit 1925 Teil der I.G. Farben. Mit Ende des Zweiten Weltkrieges wurde sie zuerst von der US-Armee, dann von der Roten Armee besetzt. Es begannen Demontagen, die die Leistungsfähigkeit des Werks in den Folgejahren stark einschränkte. 1947 wurde die Farbenfabrik Teil der Sowjetischen Aktiengesellschaften (SAG) Kraska. Besonders wichtig für die Landwirtschaft der Nachkriegszeit in der SBZ waren die Anlagen zur Stickstoffproduktion der Farbenfabrik, von denen jedoch vier der fünf Anlagen auf Befehl der sowjetischen Machthaber demontiert wurden. Mit Wirkung vom 1. Mai 1952 wurde die Farbenfabrik aus der SAG Kraska entlassen. In Wolfen wurde anschließend in die Errichtung einer Schwefelsäurefabrik investiert, die bedeutende Mengen an Zement und Schwefelsäure produzierte. Letztere war vor allem als Zwischenprodukt für die weitere Produktion in Bitterfeld und Wolfen von Bedeutung. Da die Farbenfabrik Wolfen nach dem Krieg aus dem Verbund der farbstoffproduzierenden Betriebe der I.G. Farben AG herausgelöst wurde und somit kein Austausch mit den im Westen liegen Betrieben mehr möglich war, musste das Werk kürzester Zeit eine Produkterweiterung durchführen, um den Markt in der SBZ respektive der späteren DDR zu bedienen. Zusätzlich wurden neue Forschungskapazitäten nötig, da für die mittlerweile wichtigen Synthesefasern aus Polyamid, Polyester und Polyacrylnitril vollkommen neue Farbstoffe- und Farbstoffsortimente entwickelt werden mussten. In dem 1959 vom ZK der SED verabschiedeten Chemieprogramm wurde für die Farbenfabrik im Bereich Düngemittel, Pestizide, Pharmazeutika und Farbstoffe Produktionssteigerungen festgelegt. Die Farbenfabrik war der einzige große Farbstoffproduzent auf dem Gebiet der DDR. Aus diesem Grund bestanden enge Beziehungen zur Textilindustrie. Bei der bekannt schlechten, weil vor allem veralteten, Ausstattung stellte die Alleinstellung der Fabrik und ihre besondere Bedeutung für die Volkswirtschaft die Werkleitung vor große Probleme. Den Problemen versuchte man staatlicherseits 1969 mit der Gründung des VEB Chemiekombinat Bitterfeld entgegenzuwirken, in dem die Farbenfabrik Wolfen im gleichen Jahr aufging.
Nach wie vor existent ist die Pensionskasse für die Angestellten des Unternehmens.

## Direktoren der Farbenfabrik
- Juni 1945–Dezember 1952: Irmfried Petersen
- Januar 1953–Januar 1954: Max Schulze
- Februar 1954–April 1959: Walter Singer
- Mai 1959–Februar 1969: Jakob Diehlmann

## Produkte aus der Farbenfabrik Wolfen (Auswahl)
Anionentauscher, Benzidin, Desinfektionsmittel wie das penetrant riechende Wofasept, Farbstoffe, Fungizide, Gerbstoffe, Ionenaustauscher, Kosmetika, Arzneimittel und Riechstoffe